# Shin Dong-hyuk
Shin Dong-hyuk (kor. 신동혁, ur. 19 listopada 1980 lub 1982) – uciekinier z Korei Północnej, aktywista na rzecz praw człowieka w Korei Północnej.

## Życiorys
Głosił, że urodził się w obozie nr 14 w Kaech’ŏn, w którym spędził 23 lata życia. W obozie miał mieszkać z matką, ojcem i bratem. Matka i brat mieli zostać straceni w egzekucji. W obozie Shin był poddawany torturom, m.in. miał stracić palec po upuszczeniu maszyny do szycia. Miał dwukrotnie podejmować się próby ucieczki z obozu. Do drugiej próby przystąpił z innym współwięźniem, który zginął w wyniku porażenia prądu. Shin miał użyć jego ciała do wspięcia się na drugą stronę i zdołać uciec. Przez pewien czas przebywał w Chińskiej Republice Ludowej, stamtąd w 2006 roku udał się do Korei Południowej, gdzie zamieszkał na stałe. Po zamieszkaniu w Korei Południowej został aktywistą na rzecz praw człowieka w Korei Południowej.
Jego historia została opisana przez dziennikarza „The Washington Post” Blainego Hardena w książce Escape from Camp 14 (w Polsce wydanej pod tytułem Urodzony w obozie nr 14). Książka została przetłumaczona na 27 języków.
Jesienią 2014 roku władze Korei Północnej poinformowały, że Shin brał udział w egzekucji swojej matki i brata w 1996 roku i dwukrotnie uciekał do Chin. Ponadto został oskarżony o zgwałcenie trzynastoletniej dziewczyny. Na jednym z filmów wystąpił ojciec Shina, który powiedział, że on i jego syn nigdy nie odbywali kary w obozie dla więźniów politycznych. Po nagonce władze Korei Południowej przyznały Shinowi dwudziestoczterogodzinną ochronę.
W 2015 roku Shin przyznał się Hardenowi, że wiele fragmentów jego relacji jest nieprawdziwych. Shin przyznał m.in, że jako sześciolatek został wraz z matką i bratem przeniesiony do sąsiedniego obozu nr 18 i stamtąd podejmował się prób ucieczki. Shin ukrył, że w 1996 roku doniósł strażnikom, że jego matka i brat planowali ucieczkę z obozu nr 18, co doprowadziło do ich egzekucji. Palec miał stracić podczas tortur, a nie w wyniku upuszczenia maszyny do szycia. Przyznał również, że według relacji jego ojca urodził się w 1982 roku, a nie jak głosił wcześniej, 19 listopada 1980 roku. Do Chin miał się udać dwukrotnie. Jak sam przyznał, zmienił część wydarzeń, ponieważ opowiadanie tych prawdziwych sprawiało mu ból.
Mistyfikacje Shin Dong-hyuka spotkały się z krytyką ze strony innych uciekinierów z Korei Północnej.